# Psychotria ixoroides
Psychotria ixoroides är en måreväxtart som beskrevs av Friedrich Gottlieb Bartling och Dc.. Psychotria ixoroides ingår i släktet Psychotria och familjen måreväxter. Inga underarter finns listade i Catalogue of Life.